# Kaplica grobowa Tatiany Andriejewej w Piotrkowie Trybunalskim
Kaplica grobowa Tatiany Andriejewej – zabytkowa kaplica grobowa z 1904, położona na cmentarzu prawosławnym w Piotrkowie Trybunalskim.
Kaplica wybudowana została w 1904. Wpisana jest do rejestru zabytków jako część zabytkowego zespołu cmentarza prawosławnego pod numerem 446 z 28.04.1995. Znajduje się też w gminnej ewidencji zabytków miasta Piotrkowa Trybunalskiego.